# Grammomys minnae
Grammomys minnae är en däggdjursart som beskrevs av Rainer Hutterer och Fritz Dieterlen 1984. Grammomys minnae ingår i släktet Grammomys och familjen råttdjur. IUCN kategoriserar arten globalt som sårbar. Inga underarter finns listade i Catalogue of Life.
Denna gnagare förekommer i bergstrakter och på högplatå i sydvästra Etiopien. Utbredningsområdet ligger ungefär 1800 meter över havet. Individer hittades vid skogskanter. Troligen lever arten i skogar.
Ett exemplar hade en kroppslängd (huvud och bål) av 11 cm, en svanslängd av 17,3 cm och en vikt av 36 g. Bakfötterna var 2,3 cm långa och öronen var 1,8 cm stora. Hos en annan individ var svansen lite kortare. På ovansidan förekommer gråbrun päls och ett mörkare område kring ögonen liknar en ansiktsmask. Det finns en tydlig gräns mot den krämfärgade till vita undersidan. På den långa svansen förekommer bara korta fina hår förutom vid spetsen där håren är längre.
Individerna bygger sina bon av växtdelar i trädens kronor cirka 10 meter över marken.